# Valerio Mantovani
Valerio Mantovani (Roma, 18 aprile 1996) è un calciatore italiano, difensore del Mantova.

## Caratteristiche tecniche
È un difensore centrale, molto rapido e bravo ad inserirsi, oltreché a staccare di testa.

## Carriera

#### Salernitana e prestito all'Alessandria
Nato a Roma, Mantovani muove i suoi primi passi nella società dilettantistica dell'A.S.D. Atletico 2000. Nel 2006 entra a far parte del settore giovanile della Roma, dove rimane fino al 2013 quando si trasferisce al Torino a parametro zero dopo la decisione del club capitolino di non rinnovargli il contratto in scadenza.
Durante il primo anno con la primavera del club granata vince il Campionato Berretti 2013-2014, mentre la stagione successiva conquista Campionato Primavera e Supercoppa Primavera.
Nella stagione 2015-2016 viene aggregato con più frequenza alla prima squadra, facendo la sua prima comparsa in panchina il 13 settembre in occasione del match di Serie A pareggiato 2-2 contro il Verona.
Al termine della stagione rimane svincolato, ed il 26 luglio 2016 sigla un accordo quadriennale con la Salernitana. Esordisce con il club campano il 7 agosto successivo disputando l'incontro di Coppa Italia vinto ai rigori contro il Benevento sostituendo al 77' Alessandro Tuia. Il 30 giugno 2020 prolunga con i campani per un'ulteriore stagione.
Il 29 luglio 2021 viene ceduto in prestito all'Alessandria.

#### Ternana
Il 1º settembre 2022 viene ceduto (sempre in prestito) alla Ternana. Rientrato a Salerno, l'8 agosto 2023 fa ritorno in Umbria, questa volta a titolo definitivo.

#### Ascoli e prestito al Bari
Il 29 gennaio 2024 passa a titolo definitivo all'Ascoli. Il 10 febbraio segna il suo primo gol con i marchigiani, nella partita in casa del Catanzaro, persa per 3-2. 
Il 7 agosto 2024, viene ceduto in prestito al Bari, in Serie B. Il 14 settembre segna la sua prima rete nel successo sul Mantova, in cui fissa il definitivo 2-0. 

#### Mantova
Il 25 luglio 2025, viene acquistato a titolo definitivo dal Mantova, sempre in Serie B, con cui firma un contratto triennale.

## Statistiche

### Presenze e reti nei club
Statistiche aggiornate al 13 maggio 2025.
| Stagione           | Squadra            | Campionato         | Campionato | Campionato | Coppe nazionali | Coppe nazionali | Coppe nazionali | Coppe continentali | Coppe continentali | Coppe continentali | Altre coppe | Altre coppe | Altre coppe | Totale | Totale |
| Stagione           | Squadra            | Comp               | Pres       | Reti       | Comp            | Pres            | Reti            | Comp               | Pres               | Reti               | Comp        | Pres        | Reti        | Pres   | Reti   |
| ------------------ | ------------------ | ------------------ | ---------- | ---------- | --------------- | --------------- | --------------- | ------------------ | ------------------ | ------------------ | ----------- | ----------- | ----------- | ------ | ------ |
| 2016-2017          | Salernitana        | B                  | 13         | 0          | CI              | 2               | 0               | -                  | -                  | -                  | -           | -           | -           | 15     | 0      |
| 2017-2018          | Salernitana        | B                  | 22         | 0          | CI              | 1               | 0               | -                  | -                  | -                  | -           | -           | -           | 23     | 0      |
| 2018-2019          | Salernitana        | B                  | 24+2       | 0          | CI              | 2               | 0               | -                  | -                  | -                  | -           | -           | -           | 28     | 0      |
| 2019-2020          | Salernitana        | B                  | 0          | 0          | CI              | 0               | 0               | -                  | -                  | -                  | -           | -           | -           | 0      | 0      |
| 2020-2021          | Salernitana        | B                  | 16         | 0          | CI              | 1               | 0               | -                  | -                  | -                  | -           | -           | -           | 17     | 0      |
| 2021-2022          | Alessandria        | B                  | 21         | 1          | CI              | 1               | 0               | -                  | -                  | -                  | -           | -           | -           | 22     | 1      |
| ago. 2022          | Salernitana        | A                  | 0          | 0          | CI              | 1               | 0               | -                  | -                  | -                  | -           | -           | -           | 1      | 0      |
| Totale Salernitana | Totale Salernitana | Totale Salernitana | 77         | 0          |                 | 7               | 0               |                    | -                  | -                  |             | -           | -           | 84     | 0      |
| ago. 2022-2023     | Ternana            | B                  | 30         | 1          | CI              | -               | -               | -                  | -                  | -                  | -           | -           | -           | 30     | 1      |
| 2023-gen. 2024     | Ternana            | B                  | 15         | 0          | CI              | 1               | 0               | -                  | -                  | -                  | -           | -           | -           | 16     | 0      |
| Totale Ternana     | Totale Ternana     | Totale Ternana     | 45         | 1          |                 | 1               | 0               |                    | -                  | -                  |             | -           | -           | 46     | 1      |
| gen.-giu. 2024     | Ascoli             | B                  | 16         | 1          | CI              | -               | -               | -                  | -                  | -                  | -           | -           | -           | 16     | 1      |
| 2024-2025          | Bari               | B                  | 33         | 1          | CI              | 0               | 0               | -                  | -                  | -                  | -           | -           | -           | 33     | 1      |
| 2025-2026          | Mantova            | B                  | 0          | 0          | CI              | -               | -               |                    | -                  | -                  |             | -           | -           | 0      | 0      |
| Totale carriera    | Totale carriera    | Totale carriera    | 192        | 4          |                 | 9               | 0               |                    | -                  | -                  |             | -           | -           | 201    | 4      |

## Palmarès

### Giovanili
- Campionato nazionale Dante Berretti: 1

Torino: 2013-2014
- Campionato Primavera: 1

Torino: 2014-2015
- Supercoppa Primavera: 1

Torino: 2015